# Дефлация (геоморфология)
Дефлация (на латински: deflatio – отвяване, издухване) е процес на разрушаване и отвяване на дребни скални и почвени частици под действието на вятъра. Особено силна е дефлацията в пустините, главно в тези части, където духат постоянно господстващи ветрове. Съвкупността от процеса на дефлация и физическото изветряне довежда до образуването на изглаждане и шлифоване на отделно стоящи скали, които приемат причудливи форми във вид на кули, колони, обелиски, мрежести скали, гъби, валуни и др.